# Eupelmus epicaste
Eupelmus epicaste är en stekelart som beskrevs av Walker 1847. Eupelmus epicaste ingår i släktet Eupelmus och familjen hoppglanssteklar. Inga underarter finns listade i Catalogue of Life.